# Ogiwara Seisensui
Ogiwara Seisensui (荻原 井泉水?  16 de junio de 1884-11 de mayo de 1976) fue el seudónimo de Ogiwara Tōkichi, poeta japonés de haiku activo durante las eras Taishō y Showa.

## Primeros años
Seisensui nació en el que es ahora el barrio Hamamatsuchō de Minato, Tokio, siendo el hijo más joven de un minorista de bienes de consumo. Sus dos hermanos fallecieron durante su infancia. A pesar de que asistió al Instituto Seisoku, Ogiwara fue expulsado después de publicar un diario estudiantil criticando la administración y los métodos educativos de la escuela. Después de entrar al Instituto Azabu, dejó de beber y de fumar, y se comprometió seriamente con los estudios, consiguiendo la admisión en la Universidad de Tokio. Mientras se especializaba como estudiante en lingüísticas, comenzó a interesarse en escribir haiku.

## Carrera literaria
Seisensui fue cofundador de la revista literaria vanguardista Sōun (Layered Clouds) en 1911, junto con su amigo poeta dehaiku Kawahigashi Hekigoto. Ogiwawa fue un firme defensor de abandonar las traducciones del haiku, especialmente las "palabras de estación" tan favorecidas por Takahama Kyoshi, e incluso las normas de sílaba 5-7-5. En su Haiku teisho (1917), rompe con Hekigoto e impresionó al mundo haiku al abogar porque los haiku se transformaran al verso libre. Ozaki Hōsai y Taneda Santōka fueron estudiantes suyos. Su función fomentando el formato de estilo libre para el haiku ha sido comparada con la de Masaoka Shiki con el verso tradicional, con la diferencia de que Seisensui fue bendecido con una vigorosa salud y considerable riqueza. También fue capaz de utilizar los nuevos medios de comunicación para fomentar su estilo, incluyendo conferencias y críticas literarias en la radio nacional.
Seisensui dejó más de 200 trabajos, incluyendo colecciones de haiku, ensayos, y documentales de viaje. Sus antologías principales son Wakiizuru mono (1920) y Choryu (1964). También escribió comentarios sobre los trabajos de Matsuo Bashō.
En 1965, se convirtió en miembro de la Academia de Arte del Japón.

## Vida privada
La mujer e hija de Seisensui fallecieron durante el Gran terremoto de Kantō en 1923, su madre murió también ese mismo año. Se trasladó a Kioto brevemente, y vivió durante un tiempo en una capilla dentro del templo budista de Tofuku-ji. También comenzó un periodo de viaje alrededor del país. Volvió a casarse en 1929, y se trasladó a Kamakura, Kanagawa. Más adelante se trasladó a Azabu en Tokio hasta que su casa fue destruida durante la Segunda Guerra Mundial. Volvió entonces a Kamakura en 1944, donde vivió hasta su muerte.